# Севърски договор
Севърският договор е мирен договор подписан в парижкото предградие Севър (Sèvres) между държавите победителки в Първата световна война и Османската империя на 10 август 1920 г. и е част от Версайската система от договори.
От страна на Османската империя е приет от султана Мехмет VI, който се стреми да запази трона си, но движението на младотурците начело с Кемал Ататюрк отхвърля договора.
Османската империя понася следните териториални загуби:
- Североизточните райони на Турция преминават към Армения.
- В югоизточните части на Османската империя се предвижда създаването на независимите държави Кюрдистан и Хиджаз (част от днешна Саудитска Арабия).
- Месопотамия (Ирак), Палестина и Трансйордания минават към Великобритания под протектората на Лигата на нациите.
- Сирия и Ливан към Франция, също под протектората на Лигата на нациите.
- Северен Епир преминава към новосъздадената държава Албания, всъщност под протектората на Италия.
- Додеканезките острови се предават на Италия.
- Източна Тракия с изключение на Константинопол (Истанбул), Босфора и Дарданелите (над които се установява международен контрол) както и островите Имброс и Тенедос, се предават на Гърция.
- Администрирането и изключителните права върху областта Смирна (Измир) в Мала Азия, се възлага на Гърция. След 5 години чрез плебисцит областта би могла окончателно да бъде присъединена към нейната територия.

Договорът потвърждава действието на режима на капитулациите, както и наложения външен финансов контрол. Той засилва възможността за намеса на западноевропейските държави във вътрешния живот на Турция.
Договорът задължава Турция да намали своите въоръжени сили на 50 000 души.
Севърският мирен договор е ревизиран на Лондонската конференция (1921 г.). Той окончателно престава да действа след подписването на Лозанския мирен договор през 1923 г.

## Галерия
- Територии според договора, на картата на Европа.
- Предадени земи на Армения според договора (в зелено).